# Нигредо
Нигредо в алхимията означава разлагане или разпадане. Алхимиците вярват, че първата стъпка за получаване на философския камък включва пречистване и смесване на съставните части до образуване на еднородна черна материя. В психологията Карл Юнг обяснява нигредо като момент на максимално отчаяние, което е предпоставка за личностно израстване. Други стъпки в алхимията са албедо, цитринитас и рубедо.